# Bitva u Älgaråsu
Bitva u Älgaråsu se odehrála 14. listopadu 1205 ve švédské lokalitě Älgarås v severní části historického Västergötlandu. V boji o královskou korunu se v ní po smrti krále Knuta I. střetly rody Sverkerů a Erikovců. Vítězem se stal vládnoucí král Sverker II. a v boji padli tři Knutovi synové: Jon Knutsson, Knut Knutsson a Joar Knutsson. Čtvrtý syn, Erik, uprchl do Norska.
První písemná zmínka o bitvě pochází až z období po roce 1260. Přesná poloha statku, u kterého k bitvě došlo, není známá, protože byl vypálen a opuštěn. Podle ústní tradice stál dva tisíce kroků od kostela v Älgaråsu ve směru k východu zářijového slunce.
Přestože byl Erik na straně poražených, stal se roku 1208 švédským králem poté, co se vrátil z exilu a v bitvě u Leny porazil Sverkera II. Samotný Sverker však zemřel až v roce 1210 v bitvě u Gestilrenu.